# Ферфілд (Іллінойс)
Ферфілд (англ. Fairfield) — місто (англ. city) в США, в окрузі Вейн штату Іллінойс. Населення — 4883 особи (2020).

## Географія
Ферфілд розташований за координатами 38°22′45″ пн. ш. 88°22′17″ зх. д. / 38.37917° пн. ш. 88.37139° зх. д. (38.379192, -88.371501).  За даними Бюро перепису населення США в 2010 році місто мало площу 10,49 км², з яких 10,40 км² — суходіл та 0,09 км² — водойми.

## Демографія
Згідно з переписом 2010 року, у місті мешкали 5154 особи в 2435 домогосподарствах у складі 1420 родин. Густота населення становила 491 особа/км².  Було 2702 помешкання (258/км²).
Расовий склад населення:
| - 97,5 % — білих - 0,7 % — азіатів - 0,5 % — чорних або афроамериканців - 0,3 % — корінних американців |

До двох чи більше рас належало 0,9 %. Частка іспаномовних становила 1,2 % від усіх жителів.
За віковим діапазоном населення розподілялося таким чином: 21,1 % — особи молодші 18 років, 55,1 % — особи у віці 18—64 років, 23,8 % — особи у віці 65 років та старші. Медіана віку мешканця становила 44,1 року. На 100 осіб жіночої статі у місті припадало 85,7 чоловіків;  на 100 жінок у віці від 18 років та старших — 83,5 чоловіків також старших 18 років.
Середній дохід на одне домашнє господарство  становив 47 478 доларів США (медіана — 34 596), а середній дохід на одну сім'ю — 57 838 доларів (медіана — 47 500). Медіана доходів становила 41 250 доларів для чоловіків та 32 750 доларів для жінок. За межею бідності перебувало 17,1 % осіб, у тому числі 27,7 % дітей у віці до 18 років та 5,5 % осіб у віці 65 років та старших.
Цивільне працевлаштоване населення становило 2086 осіб. Основні галузі зайнятості: освіта, охорона здоров'я та соціальна допомога — 27,2 %, виробництво — 22,6 %, роздрібна торгівля — 9,6 %, транспорт — 6,7 %.